# Mannophryne urticans
Mannophryne urticans é uma espécie de anfíbio anuro da família Dendrobatidae. Está presente na Venezuela. A UICN classificou-a como em perigo de extinção.